# Onthophagus laminatus
Onthophagus laminatus är en skalbaggsart som beskrevs av Macleay 1864. Onthophagus laminatus ingår i släktet Onthophagus och familjen bladhorningar. Inga underarter finns listade i Catalogue of Life.